# عشان خارجين (فلم)
إلبس عشان خارجين هو فيلم مصري، من تأليف هشام ماجد، شيكو و فادي أبو السعود، وإخراج خالد الحلفاوي، ومن إنتاج أحمد السبكي.

## القصة
رمز الدسوق شاب مهمل في عمله، لإنشغاله باللهو مع النساء، في علاقات طيارى، ويهدده صاحب العمل، مراد بك بالنقل إلى فرع الشركة بالعاشر من رمضان، لو استمر في إهماله. ميرفت هانم، زوجة صاحب العمل مراد بك، تعجب برمزي وترى أنه الزوج المناسب لإبنتها ليلى مراد، لتتخلص من جنانها وتهورها، وأفكارها الشاذة، وإهتمامها المبالغ فيه بالحيوانات، ودلعها الذي يقودها للعديد من المشاكل، وتقترح ذلك على زوجها مراد، الذي يعرض إبنته ليلى على الموظف المهمل رمزى، وعندما أبدى الأخير عدم رغبته في الزواج، هدده بالنقل إلى فرع الشركة بالعاشر من رمضان، حيث سينفق مرتبه كله في المواصلات، وقبل رمزي مقابلة ليلى، الرغاية التي تتحدث عن نفسها، ولاتأكل اللحم رحمة بالحيوان، ويأتي مجهول، ويضع حقيبة أمامهما ويرحل، وبفتحها يكتشفان أن بها مليون جنيه، يطمع فيهم رمزى، وتعترض ليلى، وتصر على إعادة المال لصاحبه، أو تسليمه للبوليس، فيقترح رمزي تقسيم المبلغ، حيث تتبرع ليلى بنصيبها، لجمعية الرفق بالحيوان، ثم تجبر رمزي بالتبرع بنصيبه لجمعية البر والتقوى، وفي اليوم التالي يتم خطف رمزي وليلى، لاستعادة الحقيبة التي سلمت إليهما بالخطأ، ولصعوبة استرداد المبلغ من الجمعيات، ورفض مراد إقراضهما المبلغ، قرر رمزي وليلى القيام بالمهمة، التي كان سيدفع المليون، من أجل إنجازها. وتوصلوا للمقصود بالحقيبة، ووجدوه بالقصر العينى، في العناية المركزة، بعد علقة نالها من أصحاب الحقيبة، وعلموا بالمهمة التي كان مكلف بها. كان آمان وطليقته خلود، بينما الطفل الصغير نوجا، وكل منهما يريد خطف الطفل، من الآخر ليغيظه، وقد إعتاد الطفل على عملية الخطف، المتكررة بين والديه، ويأخذ نسبة من الخاطف، ولذلك كان الأمر بالنسبة له سهلاً، ويتم دون مقاومة، وكلما خطف رمزى وليلى الطفل، وتسليمه لأحد والديه، وجدوا تهديد من رجال الطرف الآخر لإعادته، وإستمرالحال على هذا المنوال، حتى وقع رمزي وليلى في الحب، وتعاطفا مع الطفل، الذي أعجب بالعلاقة الطيبة نوعا، بين ليلى ورمزى، على عكس علاقة والديه، وحاول الطفل نوجا الإنتحار، بإلقاء نفسه من إرتفاع، ولكن رمزي وليلى أقنعاه بالعدول، وقام رمزي بإنقاذه، وفاق الوالدان للخطر الذي يحيق بإبنهما، ووافق رمزي على الزواج من ليلى، وعرض عليها الأمر، ليفاجئا بمجهول يضع أمامهما حقيبة ويرحل، وعندما يفتحانها يذهلان بمحتواها.

## طاقم التمثيل
| - حسن الرداد: رمزي الدسوقي - إيمي سمير غانم: ليلى مراد - بيومي فؤاد: مراد - طاهر أبو ليلة: ياسر/آسر - ضياء الميرغني | - محمد علي رزق: هنون - حنان سليمان: ميرفت - مصطفى حمزة: مهاب - نسرين أمين: خلود - مراد مكرم: أمان | - يوسف حسام - أحمد فتحي - محمود الليثي - بوسي - أيمن منصور | - جوجيدتا سالم - أحمد الشاويش - نادر الجرديلي - برلنتي عامر |

## تأليف وإخراج وإنتاج

### تأليف
- هشام ماجد (قصة)
- شيكو (قصة)
- فادي أبو السعود (سيناريو وحوار)

### إخراج
- خالد الحلفاوي

### إنتاج
- أحمد السبكي
- محمد أحمد السبكي

## وصلات خارجية
- مقالات تستعمل روابط فنية بلا صلة مع ويكي بيانات